# Aboubaker Rebih
Aboubaker Rebih (sinh ngày 18 tháng 12 năm 1983, ở Koléa) là một cầu thủ bóng đá người Algérie. Hiện tại anh thi đấu cho CR Belouizdad ở Giải bóng đá hạng nhất quốc gia Algérie.

## Sự nghiệp câu lạc bộ
Vào tháng 7 năm 2010, Rebih ký bản hợp đồng 1 năm cùng với CR Belouizdad.